# Hildegard Krekel
Hildegard Krekel (Keulen, 2 juni 1952 - aldaar, 26 mei 2013) was een Duitse actrice en stemactrice. Ze werd bekend tijdens de jaren 1970 met de rol van de dochter van Alfred Tetzlaff (Ekel Alfred) in de satirische tv-familieserie Ein Herz und eine Seele van Wolfgang Menge. Als stemactrice leende ze haar stem aan o.a. Bette Davis en Helen Mirren.

## Biografie
Krekel sprak al op 6-jarige leeftijd in kinderseries van de WDR-radio. Op 15-jarige leeftijd vierde ze haar eerste grote succes in de verfilming Die Ratten van Gerhart Hauptmann. Tijdens de jaren 1990 speelde ze naast Rudi Carrell in de RTL-serie Rudi's Urlaubsschow en aan de zijde van Hape Kerkeling in Club Las Piranjas. Vanaf 1998 speelde ze in de WDR-serie Die Anrheiner de kroegbazin Uschi Schmitz en zo ook vanaf 2011 in de vervolgserie Ein Fall für die Anrheiner.
Ze was de halfzus van de actrice en zangeres Lotti Krekel. Ze had twee dochters en was de levensgezellin van de voormalige voetbalinterlandspeler Max Lorenz (Werder Bremen, Eintracht Braunschweig en de WK's 1966, 1970). Haar dochter Miriam Krekel is chefredactrice van de Berliner Zeitung.

## Overlijden
Hildegard Krekel overleed in mei 2013 op bijna 61-jarige leeftijd aan de gevolgen van kanker. Ze werd bijgezet op de Melaten Friedhof in Keulen.

## Filmografie
- 1966: Der Mann mit der Puppe (tv-spel)
- 1973–1976: Ein Herz und eine Seele (tv-serie, 25 afleveringen)
- 1973: Der Kommissar – Rudek
- 1974: Tatort: Eine todsichere Sache
- 1974: Graf Yoster gibt sich die Ehre – Vier Herren spielen Poker
- 1977: Es muß nicht immer Kaviar sein (tv-serie, 4 afleveringen)
- 1978: MS Franziska (tv-serie, aflevering 2: Im Grünen Hahn)
- 1978: Nonstop Nonsens (tv-serie, aflevering 15: Didi als Taxifahrer)
- 1986: Detektivbüro Roth (tv-serie, 15 afleveringen)
- 1986–1991: Hafendetektiv (tv-serie)
- 1986–1988: Sesamstraße
- 1987: Sturmflut
- 1989: Forstinspektor Buchholz
- 1993: Der kleine Vampir – Neue Abenteuer (tv-serie, een aflevering)
- 1993–2005: Evelyn Hamanns Geschichten aus dem Leben (permanente episoden-bijrol)
- 1995: Club Las Piranjas
- 1998–2011: Die Anrheiner (tv-serie)
- 2003: Was nicht passt, wird passend gemacht (tv-serie, 5 afleveringen)
- 2009: Mullewapp – Das große Kinoabenteuer der Freunde
- 2011–2013: Ein Fall für die Anrheiner (tv-serie, 76 afleveringen)
- 2012: ProSiebens 1001 Nacht
- 2013: Einmal Bauernhof und zurück

- Gemeinsame Normdatei: 132638401
- International Standard Name Identifier: 0000 0000 2908 3154
- Library of Congress Control Number: no2017008027
- MusicBrainz: d693c968-2d5a-4cf4-afd0-c0ac0a622971
- Virtual International Authority File: 47928507
- WorldCat: E39PBJjRRXQBPmwTvv6gWYGrbd